# Newton-with-Scales
Newton-with-Scales är en by i civil parish Newton-with-Clifton, i distriktet Fylde, i grevskapet Lancashire, i England. Byn är belägen 31,1 km från Lancaster. Orten har 1 480 invånare (2016). Newton with Scales var en civil parish 1866–1934 när blev den en del av Newton with Clifton och Hutton. Civil parish hade 343 invånare år 1931.